# The Ordeal (filme)
The Ordeal (A Provação, em livre tradução) é o título de um filme mudo estadunidense de 1922.

## Sinopse
Com a finalidade de manter aos irmãos Geoffrey e Helen (que está aleijada), Sybil se casa com o jovem alcoólico e rico George Bruce, de apenas vinte anos de idade.
Logo seu marido revela ciúmes com a atenção que Sybil demonstra ao médico Robert Acton, que trata da irmã; quando Bruce sofre um repentino ataque cardíaco e lhe pede que ministre digitalis, Sybil permite que o frasco se quebre e ele morre.
Herdeira da fortuna do marido sob a condição de manter-se casta, Sybil consegue que Helen se cure com uma cirurgia; em razão da condição testamentária, mesmo apaixonada por Acton e por este correspondida, ela se recusa a casar com ele.
Helen, curada, passa a ter uma vida dissoluta; a garota acaba sendo raptada e quase é forçada a se casar, mas é salva de um incêndio por Sybil e Acton. Minnie, enfermeira da família, está moribunda e confessa, no leito de morte, haver ministrado veneno a Bruce, que morrera disto e não de um ataque do coração.
Finalmente percebendo que o dinheiro lhe trouxera apenas infelicidade, Sybil decide abrir mão da herança e se casar com o médico que ama.

## Elenco
- Clarence Burton, como George Bruce
- Agnes Ayres, como Sybil Bruce
- Conrad Nagel, como Dr. Robert Acton
- Edna Murphy, como Helen Brayshaw
- Anne Schaefer, como Minnie
- Gino Corrado, como Gene
- Adele Farrington, como Madame St. Levis
- Edward Martindel, como Sir Francis Maynard
- Shannon Day, como Kitty
- Claire Du Brey, como Elise
- A. Edward Sutherland, como vítima